# تيم فلويد
تيم فلويد (بالإنجليزية: Tim Floyd)‏ هو مدرب كرة سلة أمريكي، ولد في 25 فبراير 1954 في هاتيسبورغ في الولايات المتحدة.

## وصلات خارجية
- تيم فلويد على موقع كلية كرة السلة في سبورتس رفرنس.كوم (الإنجليزية)
- تيم فلويد على موقع سبورتس رفرنس (الإنجليزية)
- تيم فلويد على موقع كلية كرة السلة في سبورتس رفرنس.كوم (الإنجليزية)

- تيم فلويد على موقع إن إن دي بي (الإنجليزية)